# Nevill Francis Mott
Sir Nevill Francis Mott, FRS, angleški fizik, * 30. september 1905, Leeds, Anglija, † 8. avgust 1996, Milton Keynes, Buckinghamshire, Anglija.
Mott je leta 1977 prejel Nobelovo nagrado za fiziko »za temeljna teoretična raziskovanja elektronske zgradbe magnetnih in neurejenih sestavov.«
1. 1 2  data.bnf.fr: platforma za odprte podatke — 2011.
2. 1 2  Encyclopædia Britannica
3. ↑  Saxon W. Sir Nevill Francis Mott, 90, a Pioneer Physicist // The New York Times — Manhattan: New York Times Company, A. G. Sulzberger, 1996. — ISSN 0362-4331; 1553-8095; 1542-667X
4. ↑  LIBRIS — Kraljevska knjižnica Švedske, 2010.